# 우아한 친구들
《우아한 친구들》은 JTBC에서 2020년 7월 10일부터 2020년 9월 5일까지 방영된 19세 이상 관람 JTBC 금토 드라마이다.

## 기획 의도
갑작스러운 친구의 죽음으로 평화로운 일상에 균열이 생긴 20년 지기 친구들과 그 부부들의 이야기를 그린 미스터리 드라마

## 연출
- 송현욱 : (KBS2 아침 일일연속극《그 여자의 선택》(조연출), KBS1 TV소설《청춘예찬》(공동연출), KBS2 주말특별기획드라마《열혈장사꾼》(조연출), KBS1 주말특별기획드라마《전우》(공동연출), KBS2 드라마스페셜《화평공주 체중감량사》(연출), KBS2 드라마스페셜《기쁜 우리 젊은 날》(연출), KBS2 드라마스페셜《82년생 지훈이》(연출), KBS2 월화미니시리즈 《브레인》(공동연출), KBS2 드라마스페셜《국회위원 정치성 실종사건》(연출) , KBS2 월화미니시리즈《해운대 연인들》(공동연출), KBS2 드라마스페셜《엄마의 섬》(연출), tvN 금토드라마《연애말고 결혼》(연출), tvN 금토드라마《슈퍼대디 열》(연출), tvN 월화드라마《또 오해영》(연출), tvN 월화드라마《내성적인 보스》(연출), JTBC 월화드라마《뷰티 인사이드》(공동연출), JTBC 금토드라마《언더커버》(연출) 등 연출 )

- 박소연

## 극본
- 박효연
- 김경선

## 등장인물

### 주요 인물
- 유준상 : 안궁철 (45세) 역 - 정해의 남편, 하이파이브 치킨 프렌차이즈 본부장. 정의와 선(線)을 지키며 살아온 남자. (20대 : 권혁)
- 송윤아 : 남정해 (45세) 역 - 궁철의 아내, 정신과 의사. 화려하게 예쁘진 않지만 지적이고 우아한 미모가 돋보이는 여자. (20대 : 주아름)
- 배수빈 : 정재훈 (45세) 역 - 이혼남, 비뇨기과 의사. 다가가기 힘들 정도로 매섭고 차가운 눈빛을 소유한 남자. (대학시절 : 한민)
- 김성오 : 조형우 (45세) 역 - 경자의 남편, 성인영화 감독. 속으로 생각하는 감정이 겉에서 훤히 다 보이는 퓨어남. (대학시절 : 최대한)
- 정석용 : 박춘복 (47세) 역 - 은실의 남편, 보험회사 직원 및 외제차 딜러. 뭐가 그리 좋은지 매사 허허실실 배시시한 남자.
- 김원해 : 천만식 (45세) 역 - 명숙의 남편, 시청 세금징수과 공무원. 상하좌우에 앞뒤까지 꽉 막힌 고리타분한 남자. (대학시절 : 박성준)
- 김혜은 : 강경자 (50세) 역 - 형우의 아내, 고급 바 운영. 불같은 성격에 괄괄한 센 언니처럼 보일지 모르나, 정 많고 속 깊고 의리 넘치는 참 괜찮은 여자.
- 이인혜 : 유은실 (35세) 역 - 춘복의 아내, 주부. 섹시함과 귀여움을 겸비한 비글녀. 한없이 발랄하고 애교 넘치는 어린 신부.
- 김지영 : 지명숙 (45세) 역 - 만식의 아내, 주부. 수수하고 수더분한 외모로 얌전하고 조용한 여자.
- 한다감 : 백해숙 (45세) 역 - 5인방의 첫사랑, 호프집 운영. (20대 : 최수정)
- 이태환 : 주강산 (29세) 역 - 골프강사 (1회 ~ 4회 특별출연)

### 그 외 인물
- 연제형 : 강지욱 (25세) 역 - 경자의 아들, 형우의 의붓아들. 프로골프선수. 애라의 연인.
- 김지성 : 나애라 (26세) 역 - 지욱의 여자친구, 대학생. 성인영화 배우.
- 김승욱 : 조태욱 (59세) 역 - 형사
- 김희령 : 구영선 (60세) 역 - 20년 전 사망한 대학교수의 아내, 치매환자.
- 박정언 : 도박판 모여사 역. 주강산이 크게 돈을 잃고 행패를 부리던 도박판의 타짜 중 1인
- 사강 : 도도해 (40세) 역 - 영선의 간병인
- 이연두 : 최모란 역
- 장희수 : 오순정 역
- 유건
- 김태영 : 박도훈 교수 역
- 성병숙
- 전은미
- 박하준 : 안유빈 역 - 궁철과 정해의 아들
- 김지영 : 천수아 역 - 만식과 명숙의 딸, 유학생.
- 강남길
- 남성진 : 양수호 역
- 이주석 : 한응식 역
- 김광규 : 박시오 역
- 강동호 : 서주원 역
- 엄채영 : 문가연 역
- 장민영 : 에로배우 역
- 한재하 : 조감독 역
- 노상보
- 장명운
- 안정호
- 김재홍
- 정종우
- 백승익 : 강봉일 형사 역

## 촬영지
- 강서구 파티룸 호텔타워
- 고양 삼송마을 15단지 계룡리슈빌
- 인천국제공항

## 시청률
최저 시청률과 최고 시청률은 시청률 조사회사와 지역별로 시청률에 차이가 있을 수 있습니다.
| 2020년      | 2020년      | 2020년         | 2020년       |
| 회차        | 방송일      | AGB 시청률     | AGB 시청률   |
| 회차        | 방송일      | 대한민국(전국) | 서울(수도권) |
| ----------- | ----------- | -------------- | ------------ |
| 제1회       | 7월 10일    | 3.197%         | 4.061%       |
| 제2회       | 7월 11일    | 2.685%         | 3.299%       |
| 제3회       | 7월 17일    | 4.126%         | 5.176%       |
| 제4회       | 7월 18일    | 3.732%         | 4.316%       |
| 제5회       | 7월 24일    | 4.553%         | 5.417%       |
| 제6회       | 7월 25일    | 4.429%         | 5.192%       |
| 제7회       | 7월 31일    | 4.320%         | 4.904%       |
| 제8회       | 8월 1일     | 4.333%         | 4.872%       |
| 제9회       | 8월 7일     | 4.441%         | 4.959%       |
| 제10회      | 8월 8일     | 4.711%         | 5.549%       |
| 제11회      | 8월 14일    | 4.005%         | 5.060%       |
| 제12회      | 8월 15일    | 4.454%         | 5.328%       |
| 제13회      | 8월 21일    | 3.953%         | 5.358%       |
| 제14회      | 8월 22일    | 4.737%         | 5.578%       |
| 제15회      | 8월 29일    | 4.865%         | 5.834%       |
| 제16회      | 9월 4일     | 4.785%         | 5.898%       |
| 제17회      | 9월 5일     | 5.081%%        | 6.388%%      |
| 평균 시청률 | 평균 시청률 | 4.259%         | 5.129%       |

## 편성 변경
- 2020년 8월 28일 : 히든싱어6과 JTBC 밤샘토론 시간 확대로 인해 결방되었다.

## OST
다음은 오리지널 사운드트랙(OST) 싱글 앨범에 포함된 곡들이며, 정렬기준은 출시 순입니다.
- Part.1 - 2Morro, 2020년 7월 10일 발매
- Part.2 - 한나, 2020년 7월 17일 발매
- Part.3 - 장혜진, 2020년 7월 24일 발매
- Part.4 - 주나, 2020년 7월 31일 발매
- Part.5 - 이찬솔, 2020년 8월 7일 발매

## 참고 사항
- 2020년 5월에 첫 방송을 할 예정이었으나, 코로나-19 확산으로 인해 7월로 연기되었다.
- 2020년 5월 22일자로 2020년 7월 10일 첫방송이 확정되었다.
- 전회차 방송분은 청소년 보호법상 19세 이상 시청가 등급으로 심야 시간대에 고정 편성되었다.[2][3][4]

## 같이 보기
- 대한민국의 텔레비전 드라마 목록 (ㅇ)
- 2020년 대한민국의 텔레비전 드라마 목록